# 1. Division (Schach) 2003/04
Die Saison 2003/04 war die 42. Spielzeit der 1. Division. Gleichzeitig war dies die letzte Saison, in welcher die 1. Division die höchste Spielklasse der dänischen Mannschaftsmeisterschaft im Schach war, da seit der Saison 2004/05 die Skakligaen höchste Spielklasse ist. 
Der Titelverteidiger Helsinge Skakklub gewann alle Wettkämpfe und wurde überlegen dänischer Meister.
Aus der 2. Division waren die Skakforeningen Føroyar und der Nørresundby Skakklub aufgestiegen. Während Føroyar den Klassenerhalt erreichte, musste Nørresundby zusammen mit dem Århus Skakklub direkt wieder absteigen. Zu den gemeldeten Mannschaftskadern siehe Mannschaftskader der 1. Division (Schach) 2003/04.

## Spieltermine
Die Wettkämpfe wurden ausgetragen am 15. und 16. November 2003, 7. Dezember 2003, 11. Januar 2004, 1., 28. und 29. Februar 2004. Die ersten beiden Runden wurden zentral in Helsinge ausgerichtet, die letzten beiden in Århus, die übrigen dezentral bei den beteiligten Vereinen.

## Abschlusstabelle
| Pl. | Verein                     | Sp | G | U | V | Brett-P.  | MP   |
| --- | -------------------------- | -- | - | - | - | --------- | ---- |
| 01. | Helsinge Skakklub (M)      | 7  | 7 | 0 | 0 | 39,5:16,5 | 14:0 |
| 02. | Skolernes Skakklub         | 7  | 6 | 0 | 1 | 34,5:21,5 | 12:2 |
| 03. | SK 1968 Århus              | 7  | 4 | 1 | 2 | 32,0:24,0 | 9:5  |
| 04. | Skakklubben K41            | 7  | 3 | 1 | 3 | 29,5:26,5 | 7:7  |
| 05. | Brønshøj Skakforening      | 7  | 2 | 0 | 5 | 26,5:29,5 | 4:10 |
| 06. | Skakforeningen Føroyar (N) | 7  | 3 | 2 | 2 | 26,0:30,0 | 8:6  |
| 07. | Nørresundby Skakklub (N)   | 7  | 0 | 0 | 7 | 18,5:37,5 | 0:14 |
| 08. | Århus Skakklub             | 7  | 1 | 0 | 6 | 17,5:38,5 | 2:12 |

### Entscheidungen
|     | Dänischer Mannschaftsmeister: Helsinge Skakklub                    |
|     | Absteiger in die 1. Division: Nørresundby Skakklub, Århus Skakklub |
| (M) | Meister der letzten Saison                                         |
| (N) | Aufsteiger der letzten Saison                                      |

### Kreuztabelle
| Ergebnisse | Ergebnisse             | 01. | 02. | 03. | 04. | 05. | 06. | 07. | 08. |
| ---------- | ---------------------- | --- | --- | --- | --- | --- | --- | --- | --- |
| 01.        | Helsinge Skakklub      |     | 5   | 6½  | 5½  | 4½  | 7   | 4½  | 6½  |
| 02.        | Skolernes Skakklub     | 3   |     | 4½  | 5   | 4½  | 5½  | 6   | 6   |
| 03.        | SK 1968 Århus          | 1½  | 3½  |     | 5   | 5½  | 4   | 5½  | 7   |
| 04.        | Skakklubben K41        | 2½  | 3   | 3   |     | 5   | 4   | 5   | 7   |
| 05.        | Brønshøj Skakforening  | 3½  | 3½  | 2½  | 3   |     | 3½  | 6   | 4½  |
| 06.        | Skakforeningen Føroyar | 1   | 2½  | 4   | 4   | 4½  |     | 5½  | 4½  |
| 07.        | Nørresundby Skakklub   | 3½  | 2   | 2½  | 3   | 2   | 2½  |     | 3   |
| 08.        | Århus Skakklub         | 1½  | 2   | 1   | 1   | 3½  | 3½  | 5   |     |

## Die Meistermannschaft
| 1. | Helsinge Skakklub |
| Abgebildet sind sechs Schachfiguren. In Weiß: König, Läufer und Bauer. In Schwarz: Dame, Turm und Springer. | Peter Heine Nielsen, Lars Schandorff, Emanuel Berg, Klaus Berg, Steffen Pedersen, Tomas Hutters, Niels Jørgen Fries Nielsen, Simon Bekker-Jensen, David Bekker-Jensen. |